# Eupithecia praenubilata
Eupithecia praenubilata är en fjärilsart som beskrevs av Inoue 1958. Eupithecia praenubilata ingår i släktet Eupithecia och familjen mätare. Inga underarter finns listade i Catalogue of Life.